# Skylax Records
Pour les articles homonymes, voir Scylax.
 (août 2018).
Skylax Records est un label musical français fondé en 2004 par Joseph G. Bendavid (Hardrock Striker) et spécialisé dans la musique house. 
Il compte plusieurs sous-labels, parmi lesquels Skylax Classic (house), Skylax Extra Series, Wax Classic (deep house), SUIT (new wave), Cosmic Club (leftfield, disco), Stay Underground It Pays, Warehouse Classics, Skylax Special Edition, Mellah et A Fistful Of Wax.

## Historique
En 2000, à la mort de son père, Hardrock Striker part vivre six mois à Los Angeles avec l'espoir d'y fonder un groupe de rock. Il y découvre la house, revient six mois plus tard à Paris et co-fonde le label Parisonic dont le slogan sera «  Stay Underground It Pays ». Le label sort des morceaux de house venue des États-Unis, puis signe progressivement des artistes français, notamment Dan Ghenacia, Ivan Smagghe, Jenifer, Chloé, Erik Rug, D’julz et Jef K. Il ressort également d'anciens morceaux des catalogues Trax et DJ International sur le sous-label Square Roots (Franckie Knuckles, Farley Jackmaster Funk notamment).
En 2003, les fondateurs de Parisonic se séparent et Hardrock Striker fonde seul Skylax, dont le nom fait référence à l'aéroport de Los Angeles. À la fois organisateur d'événements à Paris, directeur artistique et producteur, il élargit le champ d'action du label au-delà de la house, avec des sorties disco ou garage.
En 2007, il découvre sur internet des morceaux de DJ Sprinkles, qu'il signera sur le label trois ans plus tard, avec l'EP A short introduction to the house sounds of Terre Thaemlitz. L'artiste reste aujourd'hui la figure de proue du catalogue. La même année il lance Kami – Sakunobe House Explosion, premier d'une série de trois « House Explosions » (abrégés en SHE I, II et III). À l'occasion des 20 ans du label, en 2018, Hardrock Striker édite avec DJ Sprinkles une nouvelle série baptisée « Skylax House Explosion », également en trois parties.
Parmi les autres noms signés sur le label figurent Jason Grove, Demuja, Folamour ou encore Octo Octa.